# Love Sick The Series
Love Sick: The Series 2
Love Sick The Series (thaï :  รักวุ่น วัยรุ่นแสบ) est une série thaïlandaise diffusée en 2014 sur Modernine TV, adaptant le roman thaï LOVE SICK: Chaotic Lives of Blue Short Guys,.

## Synopsis
Noh, un lycéen, a besoin d'argent pour son club de musique. Il va demander l'aide de Phun, un autre lycéen, secrétaire du conseil des étudiants. Celui-ci accepte à une condition : que Noh joue le rôle de son petit ami. En effet, Phun veut que sa sœur Pang, fan de yaoi, soit de son côté pour parler à son père. Phun sort déjà avec une fille, Aim, mais son père veut qu'il sorte avec une autre fille. Pour contrecarrer le plan de son père, Phun veut passer pour un homosexuel devant sa sœur.

## Distribution
- Noh : Kongyingyong Chonlathorn
- Phun : Phumphothingam Nawat
- Earn : Luangsodsai Anupart
- Pang : Nuchanart Veerakaarn
- Aim : Chindavanich Primrose
- Yuri : Charnmanoon Pannin
- Jeed : Nungira Hanwutinanon
- Khom : Nontapan Chuenwarin
- Taengmo/Mo : Sita Maharavidejakorn Main
- Moan : Patcharawat Wongtossawati